# Girijati
Girijati is een bestuurslaag in het regentschap Gunung Kidul van de provincie Jogjakarta, Indonesië. Girijati telt 2137 inwoners (volkstelling 2010).